# Уравнение Туэ
Уравнение Туэ — диофантово уравнение вида:
{\displaystyle \sum _{i=0}^{n}{a_{i}x^{i}y^{n-i}}=r}, где {\displaystyle n\geq 3}, {\displaystyle r} рациональное число не равное нулю и {\displaystyle a_{i}} рациональные числа.
Аксель Туэ в 1909 году доказал, что если однородный многочлен двух переменных в левой части этого уравнения не приводим, то уравнение имеет конечное число решений в целых числах.

## Решение уравнения Туэ
Для решений уравнения {\displaystyle x,y} найдены верхние границы вида {\displaystyle (cr)^{p}} где константы {\displaystyle c,p} определяются конкретным уравнением.
Решить уравнение можно эффективным алгоритмом, который реализован в нескольких программных пакетах, например в системе компьютерной алгебры Mathematica.